# Polyclinum sebastiani
Polyclinum sebastiani är en sjöpungsart som beskrevs av Enrico Adelelmo Brunetti 2007. Polyclinum sebastiani ingår i släktet Polyclinum och familjen klumpsjöpungar. Inga underarter finns listade i Catalogue of Life.